# 中華民國—巴布亞紐幾內亞關係
中華民國與巴布亞紐幾內亞獨立國（通稱巴布亞紐幾內亞、巴紐）曾於1995年相互承認國家地位、1999年有正式外交關係，但只維持17天即斷交。先前在對方首都互設具大使館功能的代表機構，後巴紐駐臺機構於2023年關閉。

## 歷史
太平洋戰爭期間，日軍攻佔新幾內亞拉包爾，在拉包爾建立海空軍事基地，並從中國大陸與新加坡等佔領區運送盟軍戰俘來此做工，其中有大量中國與印度戰俘。曾有一千多位中華民國國民革命軍軍人被俘後被送到此，其中包括抗戰初期堅守四行倉庫的「八百壯士」中的36名官兵。期間有一部分死在營中。日本投降後，澳大利亚軍隊進駐拉包爾，生還者曾為死難者修建一座公墓，但已被夷為平地。
2009年，中華民國國防部迎靈小組由後備司令部留守業務處處長任全森上校帶隊赴拉包爾挖出「中國廣東民眾死亡紀念碑」，抄錄姓名後迎「中華民國國軍于巴紐陣亡將士之靈位」回台灣於2009年3月8日入祀台北圓山忠烈祠正殿。典禮由後備司令陳良濬中將主持，立法委員林郁方及多位軍方官員陪祭。
此外，也有大量的台籍日本兵被派駐至新幾內亞。如1943年4月25日，来自台灣埔里40名年仅19、20岁的台灣人組成「台湾第三回特设勤劳团」。他們由高雄港乘坐日本运输舰，经过马尼拉、帛琉，在一个月之后抵达新不列颠群岛的拉包尔，配属到7129部队的103兵站病院，从事军务劳动，包括扛动伤亡的军人，挖防空壕，种植瓜果蔬菜，挖墳墓，火化屍體等。戰後这一梯队40人全数搭上航空母舰安全回到台湾
- 拉包爾的中国抗日将士墓園全景[10]
- 拉包爾的中国抗日将士墓園纪念碑[11]
- 拉包爾的中国抗日将士墓園[12]

## 政治

### 外交

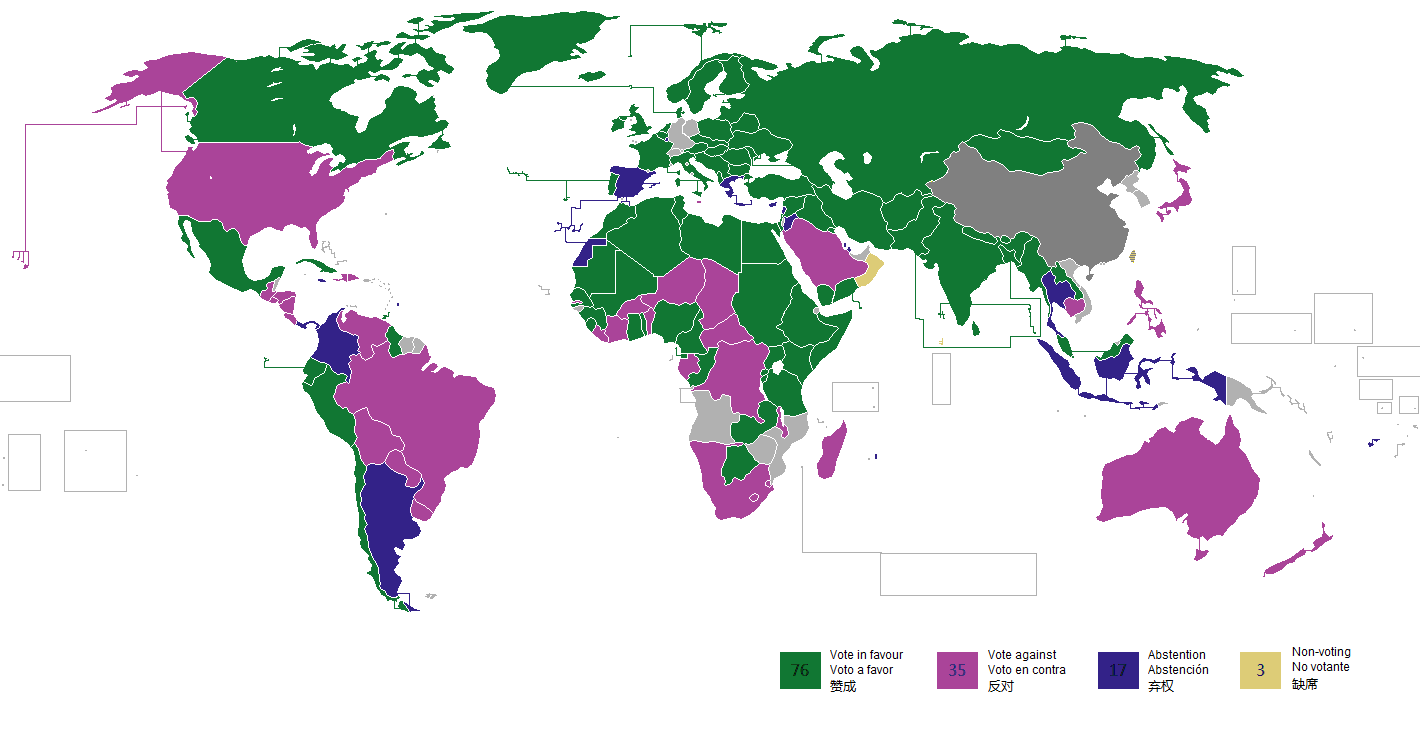
灰色國家表示非聯合國會員國，巴布亞紐幾內亞當時是澳洲領地，因此不能對中華民國續留聯合國一案參與投票，即《聯合國大會2758號決議》。

1994年10月，巴布亞紐幾內亞副總理兼財政暨計畫部長海維達抵台參加中華民國國慶活動。
1995年5月22日，海維達與中華民國外交部長錢復代表雙方政府在台北簽署《相互承認聯合公報》，決定依據國際法，尤其是關於經濟、貿易、技術及國際合作之原則相互給予完全承認。9月，在巴布亞紐幾內亞舉行第3屆「臺灣／中華民國－論壇國家對話會議」。參與國家有東加、諾魯、吐瓦魯、索羅門群島、斐濟、巴布亞紐幾內亞等南太平洋國家。巴布亞紐幾內亞常駐聯合國代表在第50屆聯合國大會的總辯論中，提出「會籍普遍化原則」或兩岸關係的方式，間接呼應中華民國參與聯合國。
1997年5月，巴紐與其他10個國家先後在世界衛生大會全會中，發言反對中華民國的邦交國所提「邀請中華民國以觀察員身分參與世界衛生大會」議案；但年底，巴紐在聯合國大會的總辯論中發言，間接正面呼應中華民國參與聯合國。
1997年9月、1998年8月，巴紐分別參與在库克群岛、密克罗尼西亚联邦舉辦的第5、6屆「台灣／中華民國－南太平洋論壇國家對話會議」。
1999年7月5日，巴紐總理史凱特依據內閣會議授權，率領相關閣員訪問台北洽商建交事宜，雙方外交部長共同簽署《建交公報》、建立外交關係。7月21日，巴紐新任總理莫羅塔與新內閣以「前政府建交之方式不符合巴紐與其他國家建立正式外交關係之正常程序」為由，否認與中華民國建交事實。9月，巴紐在聯合國大會的總辯論中發言，間接正面呼應中華民國參與聯合國。
2002年至2008年，巴紐總理索馬利於亞太經濟合作會議（APEC）領導人非正式會議時，與出席的中華台北領袖代表進行雙邊會談。
2005年5月，巴紐在世界衛生大會發言支持中華民國的邦交國所提「邀請台灣以觀察員身分參與世界衛生大會」議案。
2006年至2008年，兩國洽談建立全面外交關係，但雙方官員商議多次後，巴紐無意建交。

### 代表機構
1988年12月27日，巴布亞紐幾內亞外交部長索馬利與中華民國外交部長連戰簽署《建立關係備忘錄》。依據該備忘錄，中華民國及巴紐分別在莫士比港及臺北設立商務代表團，作為兩國官方代表機構，雙方機構正式人員均享有外交豁免權。
1990年2月12日，中華民國在莫士比港設立具大使館功能的中華民國（臺灣）駐巴布亞紐幾內亞商務代表團（Trade Mission of the Republic of China (on Taiwan) in Papua New Guinea），是少數在非邦交國使用中華民國國號的駐外機構。
1990年5月20日，巴紐在台北設立類似功能的巴布亞紐幾內亞駐華名譽代表處，1994年8月，升格為巴布亞紐幾內亞駐臺北名譽總領事館。2002年11月，巴紐副總理兼貿工部長馬拉特與中華民國外交部長簡又新簽署備忘錄，表達巴紐政府在台灣設立商務代表處並加強各項合作。2003年8月22日，名譽總領事館遷址高雄。後於2014年裁撤。
2015年12月31日，巴紐在台北設立巴布亞紐幾內亞駐臺商務代表處（Papua New Guinea Trade Office in Taiwan），並於2016年9月30日起執行領事業務。
2018年2月12日，在中華人民共和國政府外交壓力之下，巴紐政府要求代表團更名，並沒收所使用的外交領事車牌。對此，中華民國外交部發言人李憲章表示，已向巴紐外交部及其駐台代表處表達抗議，並由駐處持續爭取相關權益。5月，更名為駐巴布亞紐幾內亞台北經濟文化辦事處（Taipei Economic and Cultural Office in Papua New Guinea）。
2023年1月10日，巴紐外交部長特卡岑科宣布關閉駐臺代表處，表示並非中國壓力，而是根據其存在價值，取而代之的是在首都摩比士港設立巴紐臺北經濟代表處（PNG Taipei Economic Office）。1月11日，中華民國外交部回應此決定與巴紐長期財務困難，以及駐臺人員不當行為損害巴紐形象有關。4月19日，駐臺代表處關閉。

#### 事件
2003年4月，巴布亞紐幾內亞郵信報指出，中華人民共和國駐巴紐大使館就巴紐政府頒發領事車牌給中華民國駐巴紐代表團一事表示，此舉明顯違反「一個中國」原則，並對此表示嚴重關切及強烈反對。
2018年11月11日，巴布亞紐幾內亞駐台秘書Albert Kopeap駕車行經台北市永吉路時，由於車身不斷偏移蛇行，遭交通警察攔檢，經酒測後發現血液酒精濃度達0.58，依公共危險罪移送臺北地方檢察署偵辦，檢察官偵訊後，以初犯、未造成傷亡等理由，將他請回，但要求隨傳隨到。12日，中華民國外交部禮賓處表示，在交通違規的部分，駐台使節或代表都沒有外交豁免權，而且該員所駕駛的車輛為私人車牌，因此警方依法處理。

## 經濟

### 貿易
| 年分 | 貿易總額      | 貿易總額 | 貿易總額 | 出口至巴紐  | 出口至巴紐 | 出口至巴紐 | 自巴紐進口    | 自巴紐進口 | 自巴紐進口 | 順逆差 |
| 年分 | 金額          | 年增減   | 排名     | 金額        | 年增減     | 排名       | 金額          | 年增減     | 排名       | 順逆差 |
| ---- | ------------- | -------- | -------- | ----------- | ---------- | ---------- | ------------- | ---------- | ---------- | ------ |
| 2017 | 966,926,738   | ▲63.8%   | 42       | 134,433,824 | ▲0.3%      | 60         | 832,492,914   | ▲82.5%     | 35         | 逆差▲  |
| 2018 | 732,731,689   | ▼24.2%   | 48       | 56,341,952  | ▼58.1%     | 86         | 676,389,737   | ▼18.8%     | 38         | 逆差▼  |
| 2019 | 833,577,954   | ▲13.8%   | 42       | 27,366,419  | ▼51.4%     | 99         | 806,211,535   | ▲19.2%     | 34         | 逆差▲  |
| 2020 | 745,683,492   | ▼10.5%   | 47       | 40,887,307  | ▲49.4%     | 87         | 704,796,185   | ▼12.6%     | 38         | 逆差▼  |
| 2021 | 858,175,520   | ▲15.1%   | 50       | 60,837,222  | ▲48.8%     | 82         | 797,338,298   | ▲13.1%     | 38         | 逆差▲  |
| 2022 | 1,542,540,876 | ▲79.7%   | 43       | 111,459,519 | ▲83.2%     | 71         | 1,431,081,357 | ▲79.5%     | 33         | 逆差▲  |
| 2023 | 1,169,185,921 | ▼24.2%   | 42       | 169,187,828 | ▲51.8%     | 59         | 999,998,093   | ▼30.1%     | 34         | 逆差▼  |
| 2024 | 1,041,495,900 | ▼10.9%   | 45       | 87,099,670  | ▼48.5%     | 72         | 954,396,230   | ▼4.6%      | 35         | 逆差▲  |

2023年的兩國貿易項目如下：
出口至巴紐的前10大項目為：石油與提自瀝青礦物之油類（原油除外）、以石油或瀝青質礦物為基本成份之未列名製品、廢油；冷凍魚；稻米；經護面、鍍面或塗面之铁或非合金鋼扁軋製品；矾、硫酸鹽、過硫酸鹽；鐵或非合金鋼製角、形與型；撚線、繩、索製之結織網，紡織材料製之渔网與其他網類；機動車輛所用之零件與附件；薪材、木片或粒片、鋸屑、廢材；鋼鐵製之其他管與空心型等。
自巴紐進口的前10大項目為：石油氣與其他氣態碳氫化合物；原木；木材；咖啡、咖啡荳殼與荳皮、含咖啡成分之代替品；不適於人類食用之肉、魚、甲殼類、软体动物或其他水產无脊椎动物；薪材、木片或粒片、鋸屑、廢材；铝廢料與碎屑；不帶毛之牛、馬類動物鞣制皮革或胚皮革；鐵屬廢料、重熔用廢鋼鐵鑄錠；象牙、龜殼、鲸须、獸角、鹿角，以及蹄、甲、爪、喙等。

### 投資
2012年4月22日，台灣廠商「華偉漁業集團」與菲律賓及新加坡的漁業公司合組「紐幾內亞鮪魚製造公司」（Niugini Tuna Limited）在巴紐馬當省首府馬當市興建鮪魚罐頭工廠，預計日產量可高達200公噸。
截至2014年，台灣對巴紐投資累計約2億美元。2017年，對巴紐的投資約1,500萬美元，主要投資項目為漁業。

## 援助

### 農業
自1990年起，中華民國即派遣農技團赴巴紐第2大城萊城向當地農民推廣農業技術、建立稻種生產中心，提供稻種、推廣稻作與稻米自給自足，及其他糧食生產計畫。

### 水利
1994年8月16日，國際合作發展基金會（國合會）與亞洲開發銀行（ADB）平行合作融資670萬美元給巴紐政府執行「第三階段城市供水計畫」。協助巴紐解決供水問題，改善供水品質並強化供水服務，降低水生疾病的感染與傳染，並擴大原有供水服務範圍。預計2019年完成。

### 醫療
2012年10月24日，巴紐《國民報》（The National）報導中華民國醫療團隊連續4年至巴紐進行義診，得到該國衛生部長嘉許以及期盼雙方日後在醫療協助上的合作。
2017年，彰化基督教醫院規劃派遣行動醫療團2梯次至巴紐義診。行動醫療團計畫是透過診療服務的臨床交流達到技術轉移目的，先收集特殊病例，再藉由醫療團隊與當地醫師共同診療，以提升當地醫師對特殊及複雜疾病的診療能力。

### 天災
1997年11月，巴紐遭受天災影響，造成嚴重損失，中華民國政府捐贈3萬5,000美元協助賑災，由駐巴紐代表馬履綏轉交至該國外交部長季尼亞（Kilroy Genia）。

### 其他
2022年2月，中華民國籍漁船「誼翔8號」在所罗门群岛海域發現9名失聯的巴布亞紐幾內亞籍船員，向中華民國國軍搜救協調中心（TRCC）通報，該單位隨即聯繫巴布亞紐幾內亞與索羅門群島政府後，「誼翔8號」便將獲救的9名船員移交給索羅門群島。事後，中華人民共和國官媒《环球时报》英文版宣稱救援行動是中國政府的功勞，中華民國外交部不滿並反駁「這是明目張膽的謊言」，索羅門群島皇家警察部隊也證實並感謝臺灣的協助。

## 僑民
旅居巴紐的台僑約40人，主要經營海產出口、汽車修護及小型商店。

## 司法

### 犯罪事件
2006年4月24日，中華民國金門縣警方破獲詐騙集團，是由1名中華民國籍男子結合兩岸詐騙集團，以金門為中繼轉接系統，用「亂槍打鳥」的方式，隨機發送「中獎」的簡訊給台灣和中國大陸民眾。詐騙集團為了取信於人，轉接地遍佈港澳，甚至是大洋洲的巴布亞紐幾內亞。
2007年，發生外交醜聞：「巴紐外交公款侵吞案」。

## 協定
| 日期           | 簽署 | 備註              |
| -------------- | --- | ----------------- |
| 1990年9月19日  | 《中華民國農業委員會與巴布亞紐幾內亞農牧部間農業技術合作協定》                                                    | [ 註 3 ]          |
| 2012年11月16日 | 《中華民國金融情報中心與巴布亞紐幾內亞金融情報中心關於洗錢及資助恐怖分子相關情資交換合作瞭解備忘錄》              | [ 註 4 ]          |
| 2015年6月22日  | 《中華民國政府與巴布亞紐幾內亞政府間漁業合作瞭解備忘錄》 《中華民國政府與巴布亞紐幾內亞政府間農民培訓合作備忘錄》 | [ 註 5 ] [ 註 6 ] |

## 簽證

持中華民國護照的中華民國國民簽證要求分布圖：入境巴布亞紐幾內亞可以落地簽證／電子簽證。

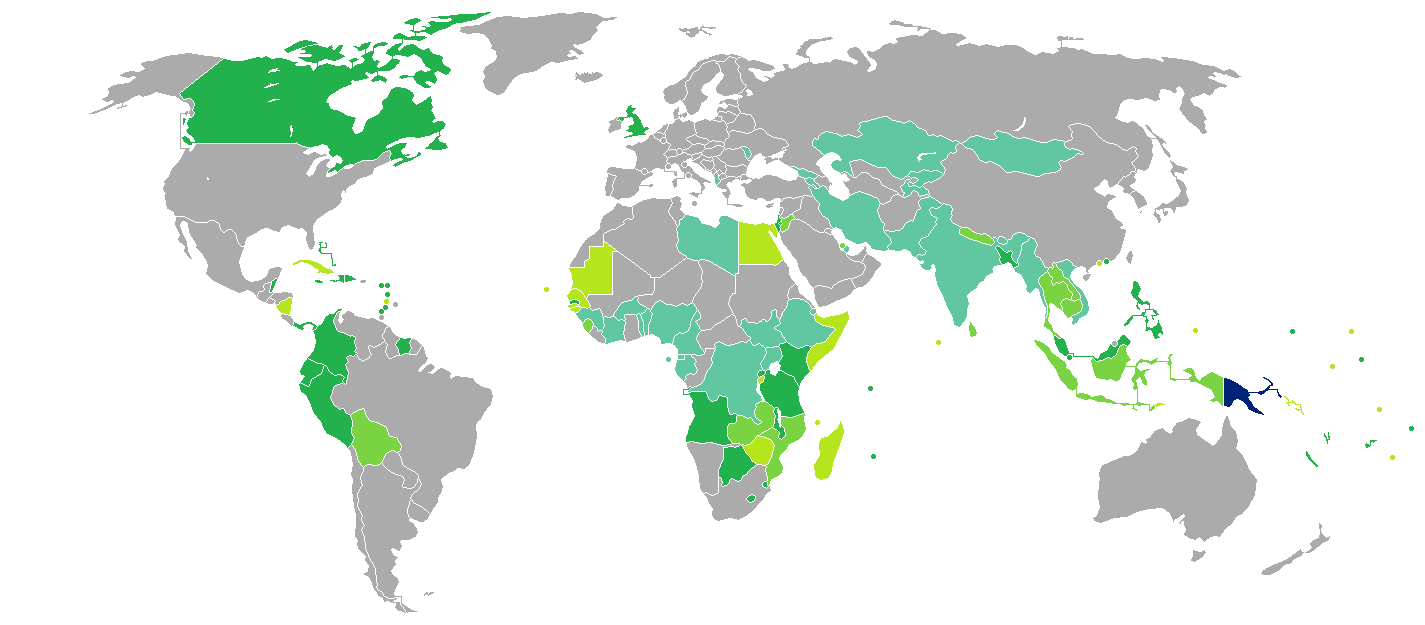
持巴布亞紐幾內亞護照的巴布亞紐幾內亞人口簽證要求分布圖：入境中華民國需要簽證。

兩國國民皆須申請簽證方可入境對方國家。持有中華民國護照的中華民國國民可以落地簽證的方式入境巴布亞紐幾內亞，停留最多60天。落地簽證僅適用於觀光及商務，且需由首都莫士比港的傑克遜斯國際機場入境；另實施以觀光及商務為目的電子簽證，停留最多60天。
持有巴布亞紐幾內亞護照的巴紐國民抵台參加由中央政府機關主辦、協辦或贊助之國際會議、運動賽事、商展或其他活動，可以電子簽證入境中華民國，停留最多30天並不得延期。

## 交通

### 航空

#### 客運
兩國無直航班機，可經由（不計航點遠近，截至2023年7月17日）：
- 臺北→香港、馬尼拉、新加坡、峇里島、雪梨、布里斯本，再轉機前往巴布亞紐幾內亞的摩士比港國際機場。
- 台中→香港→巴紐。
- 台南→香港[註 7]→巴紐。
- 高雄→香港、馬尼拉、新加坡→巴紐。

## 外部連結
- 中華民國外交部－巴布亞紐幾內亞獨立國簡介 （页面存档备份，存于）
- 駐巴布亞紐幾內亞臺北經濟文化辦事處（Facebook）
- 外交部領事事務局－國外旅遊警示分級表
- 中華民國衛生福利部－國際旅遊疫情建議等級
- 中華民國國際經濟合作協會 （页面存档备份，存于）
- 臺灣駐巴布亞紐幾內亞技術團的Facebook專頁